# Solpugema phylloceras
Solpugema phylloceras är en spindeldjursart som först beskrevs av Lawrence 1929.  Solpugema phylloceras ingår i släktet Solpugema och familjen Solpugidae. Inga underarter finns listade i Catalogue of Life.